# Lanzenkirchen

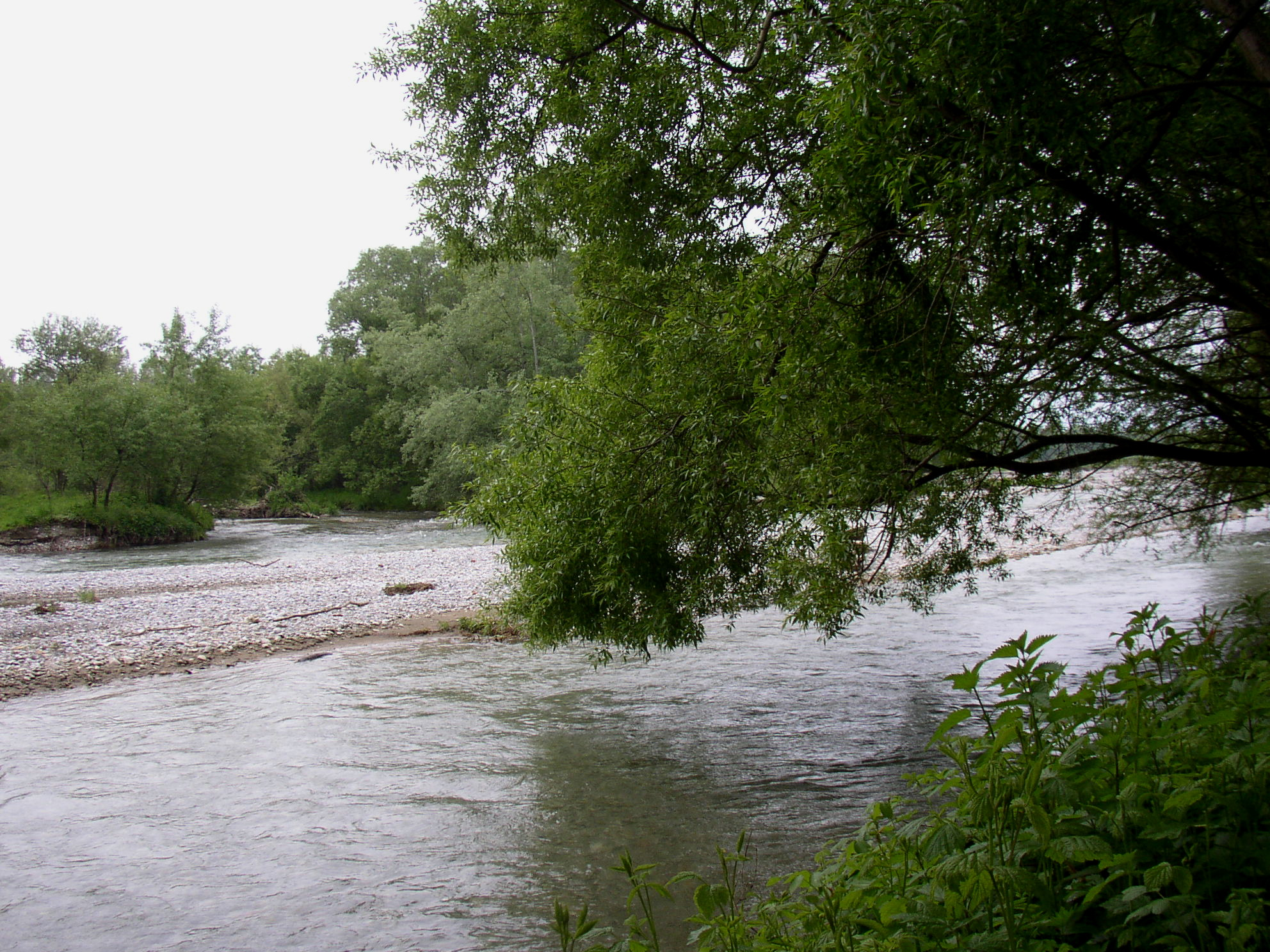
Am Leitha-Ursprung vereinigen sich Pitten und Schwarza zur Leitha

Lanzenkirchen ist eine Marktgemeinde mit 4431 Einwohnern (Stand 1. Jänner 2025) im Industrieviertel von Niederösterreich, im Bezirk Wiener Neustadt.

## Geografie
Lanzenkirchen liegt an der Schnittstelle der Regionen Steinfeld, Thermenregion und Bucklige Welt, am Fuße des Rosaliengebirges. Durch Lanzenkirchen fließen die Leitha, die am Leitha-Ursprung durch Zusammenfluss von Pitten und Schwarza im Ortsteil Haderswörth entsteht, und der Kanal Mühlbach.

### Gemeindegliederung
Das Gemeindegebiet umfasst folgende fünf Ortschaften bzw. gleichnamige Katastralgemeinden (in Klammern Einwohnerzahl Stand 1. Jänner 2025):
- Frohsdorf (1195)
- Haderswörth (1329)
- Kleinwolkersdorf (787)
- Lanzenkirchen (899)
- Ofenbach (221)

| Katastralgemeinden                                                                                                   | Ortschaften in der Gemeinde |
| --- | --- |
| Frohsdorf (8,96 km²) Haderswörth (3,22 km²) Kleinwolkersdorf (4,49 km²) Lanzenkirchen (3,69 km²) Ofenbach (9,44 km²) | Frohsdorf (D) Rosental (R) Haderswörth (D) Haderswörth-Siedlung Kleinwolkersdorf (D) · Lanzenkirchen (M) · Ofenbach (D) · Heuberg (R) Melberleiten (R) |
| Legende | |

- Karte mit allen Koordinaten:
- OSM |
- WikiMap

### Nachbargemeinden
|                                        | Wiener Neustadt                             | Katzelsdorf       |
| Schwarzau am Steinfeld (NK) Bad Erlach | Kompassrose, die auf Nachbargemeinden zeigt | Wiesen (B)        |
| Walpersbach                            | Hochwolkersdorf                             | Forchtenstein (B) |

## Geschichte
Vor Christi Geburt war das Gebiet Teil des keltischen Königreiches Noricum und gehörte zur Umgebung der keltischen Höhensiedlung Burg auf dem Schwarzenbacher Burgberg. Später unter den Römern lag das heutige Lanzenkirchen dann in der Provinz Pannonia.
Die Herren von Lanzenkirchen nannten sich nach ihrem Stammsitz, der Feste Lanzenkirchen.
Für die Ortsnamen finden sich folgende Erklärungen:
- Lanzenkirchen:
 Der Name kommt vermutlich von einem deutschen Siedler, der eine Holzkirche hier erbaute. Sein Name war Anzo oder Lanzo. Der Name Lanzenkirchen wird um 1130 das erste Mal erwähnt.
- Frohsdorf:
 Der ursprüngliche Name war Krottendorf wegen der feuchten Grundstücke, wo viele Kröten vorkamen. Chrotendorf wurde 1158 erstmals urkundlich erwähnt. Ab 1673 entstand daraus Froschdorf. Der heutige Name stammt erst vom Anfang des 19. Jahrhunderts.
- Haderswörth:
 Dieser Name entstand aus Hadurich und wert, was so viel wie Au des Hadurich bedeutet. Er findet sich in einer Urkunde aus dem Jahre 1101, nach der Klosterbruder „Heinrich“ aus der Familie der Burggrafen von Regensburg, bevor er mit einem Kreuzzug ins Heilige Land zog, in Anwesenheit seines Vaters „Haderich“ den Besitz Haderichswert dem Stift Göttweig schenkte. Dieser Name änderte sich im Laufe der Zeit über Haiderswörth, Haiderswerth, Häderswörth zu dem heutigen Ortsnamen Haderswörth.
- Kleinwolkersdorf:
  Der Name ist vermutlich um 1130 bis 1160 entstanden und dürfte von Wolfkers von Lanzenkirchen herrühren. So hieß der Ort Wolfkersdorf. Daraus entstand im Laufe der Zeit Kleinwolkersdorf, wie der Ortsteil um 1800 erstmals bezeichnet wurde.
- Ofenbach:
  Ursprünglich hieß der Ort Quenbach, wie sich in einer Urkunde aus dem Jahre 1157 – das Stift Rein hatte damals hier Weingartenbesitz – nachweisen lässt. Woher der Name Ofenbach stammt, ist nicht völlig geklärt. Vermutlich lässt er sich auf Oven, wie schon damals eine Heizvorrichtung bezeichnet wurde, zurückführen. Zu Ende des Mittelalters gab es überdies eine Unterscheidung zwischen „Ober-“ und „Niederofenbach“.
- Föhrenau:
 Dieser Ortsteil ist der jüngste in der Gemeinde und ist erst in den Jahren 1945/46 entstanden. Die ersten 30 Häuser wurden großteils als Fachwerkbau aus Stämmen des von Kaiserin Maria Theresia angelegten Föhrenwaldes errichtet.

Um 2020 wurde der Hauptplatz von einer bis dahin Straßenkreuzung umgebaut zu einem unversiegelten Veranstaltungsplatz mit zusätzlichen Bäumen – nach dem Prinzip Schwammstadt.

### Bevölkerungsentwicklung
| Lanzenkirchen: Einwohnerzahlen von 1869 bis 2025    | Lanzenkirchen: Einwohnerzahlen von 1869 bis 2025 | Lanzenkirchen: Einwohnerzahlen von 1869 bis 2025 | Lanzenkirchen: Einwohnerzahlen von 1869 bis 2025 | Lanzenkirchen: Einwohnerzahlen von 1869 bis 2025 |
| --------------------------------------------------- | ------------------------------------------------ | ------------------------------------------------ | ------------------------------------------------ | ------------------------------------------------ |
| Jahr                                                |                                                  |                                                  |                                                  | Einwohner                                        |
| 1869                                                | 1869                                             |                                                  | 1.811                                            | 1.811                                            |
| 1880                                                | 1880                                             |                                                  | 2.058                                            | 2.058                                            |
| 1890                                                | 1890                                             |                                                  | 2.057                                            | 2.057                                            |
| 1900                                                | 1900                                             |                                                  | 2.173                                            | 2.173                                            |
| 1910                                                | 1910                                             |                                                  | 2.281                                            | 2.281                                            |
| 1923                                                | 1923                                             |                                                  | 2.514                                            | 2.514                                            |
| 1934                                                | 1934                                             |                                                  | 2.581                                            | 2.581                                            |
| 1939                                                | 1939                                             |                                                  | 2.388                                            | 2.388                                            |
| 1951                                                | 1951                                             |                                                  | 2.459                                            | 2.459                                            |
| 1961                                                | 1961                                             |                                                  | 2.806                                            | 2.806                                            |
| 1971                                                | 1971                                             |                                                  | 2.987                                            | 2.987                                            |
| 1981                                                | 1981                                             |                                                  | 2.902                                            | 2.902                                            |
| 1991                                                | 1991                                             |                                                  | 3.033                                            | 3.033                                            |
| 2001                                                | 2001                                             |                                                  | 3.506                                            | 3.506                                            |
| 2011                                                | 2011                                             |                                                  | 3.814                                            | 3.814                                            |
| 2021                                                | 2021                                             |                                                  | 4.110                                            | 4.110                                            |
| 2025                                                | 2025                                             |                                                  | 4.431                                            | 4.431                                            |
| Quelle(n): Statistik Austria, Gebietsstand 1.1.2021 |                                                  |                                                  |                                                  |                                                  |

### Religion
Nach den Daten der Volkszählung 2001 waren 81,1 % der Einwohner römisch-katholisch und 3,9 % evangelisch, 3,4 % Muslime, 0,9 % gehörten orthodoxen Kirchen an, 9,5 % der Bevölkerung hatten kein religiöses Bekenntnis.

## Kultur und Sehenswürdigkeiten
Lanzenkirchen

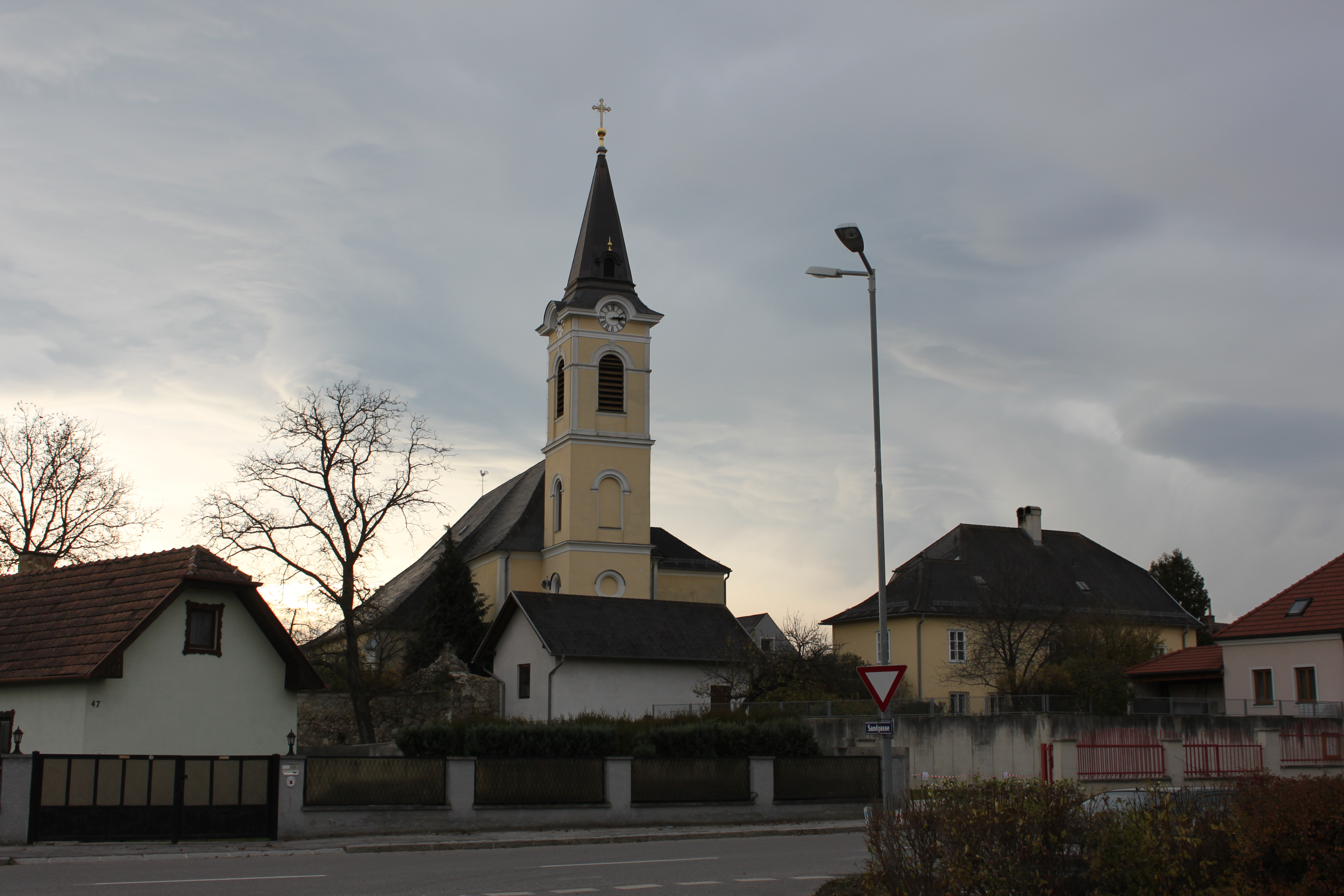
Pfarrkirche Lanzenkirchen

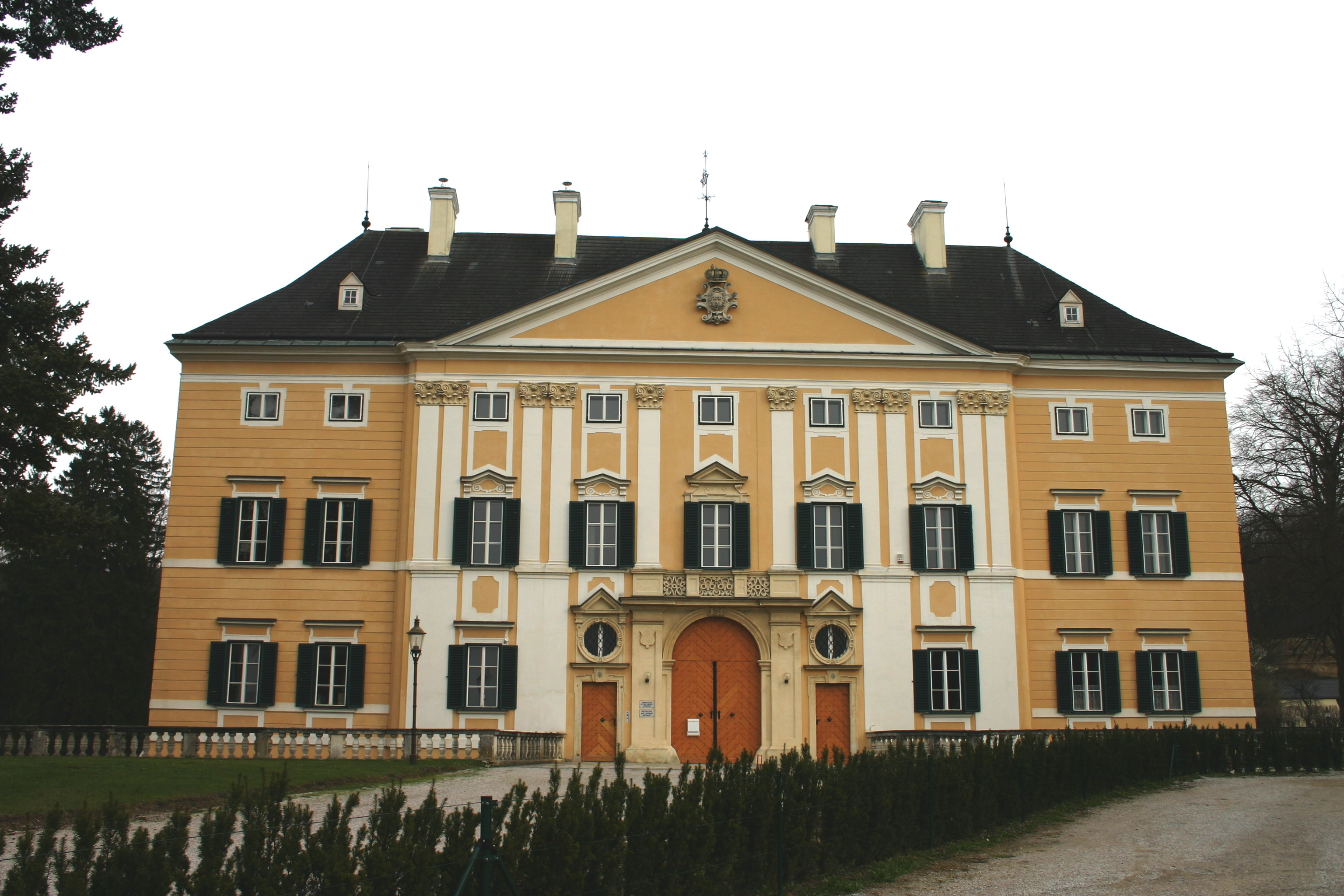
Schloss Frohsdorf

- Katholische Pfarrkirche Lanzenkirchen hl. Nikolaus mit Kirchhof und Pfarrhof
- Mariensäule, später im Sockel als Kriegerdenkmal ausgebaut, am Hauptplatz
- Bauernmuseum mit strohgedecktem Troadkasten auf Hauptstraße 5[3]

Föhrenau
- Filialkirche Föhrenau

Frohsdorf
- Schloss Frohsdorf
- Feuerwehrmuseum, neben dem Schloss
- Schule Sta. Christiana Frohsdorf

Kleinwolkersdorf
- Ortskapelle, erbaut 1900

Ofenbach
- Filialkirche Ofenbach
- Rasingerkapelle

## Wirtschaft und Infrastruktur
Im Jahr 2010 gab es 57 landwirtschaftliche Betriebe in Lanzenkirchen. Davon waren 20 Haupterwerbsbauern. Von den 1867 Erwerbstätigen, die 2011 in Lanzenkirchen lebten, arbeiteten 282 in der Gemeinde, 1585 pendelten aus. Aus der Umgebung kamen 356 Menschen zur Arbeit nach Lanzenkirchen.

### Bildung

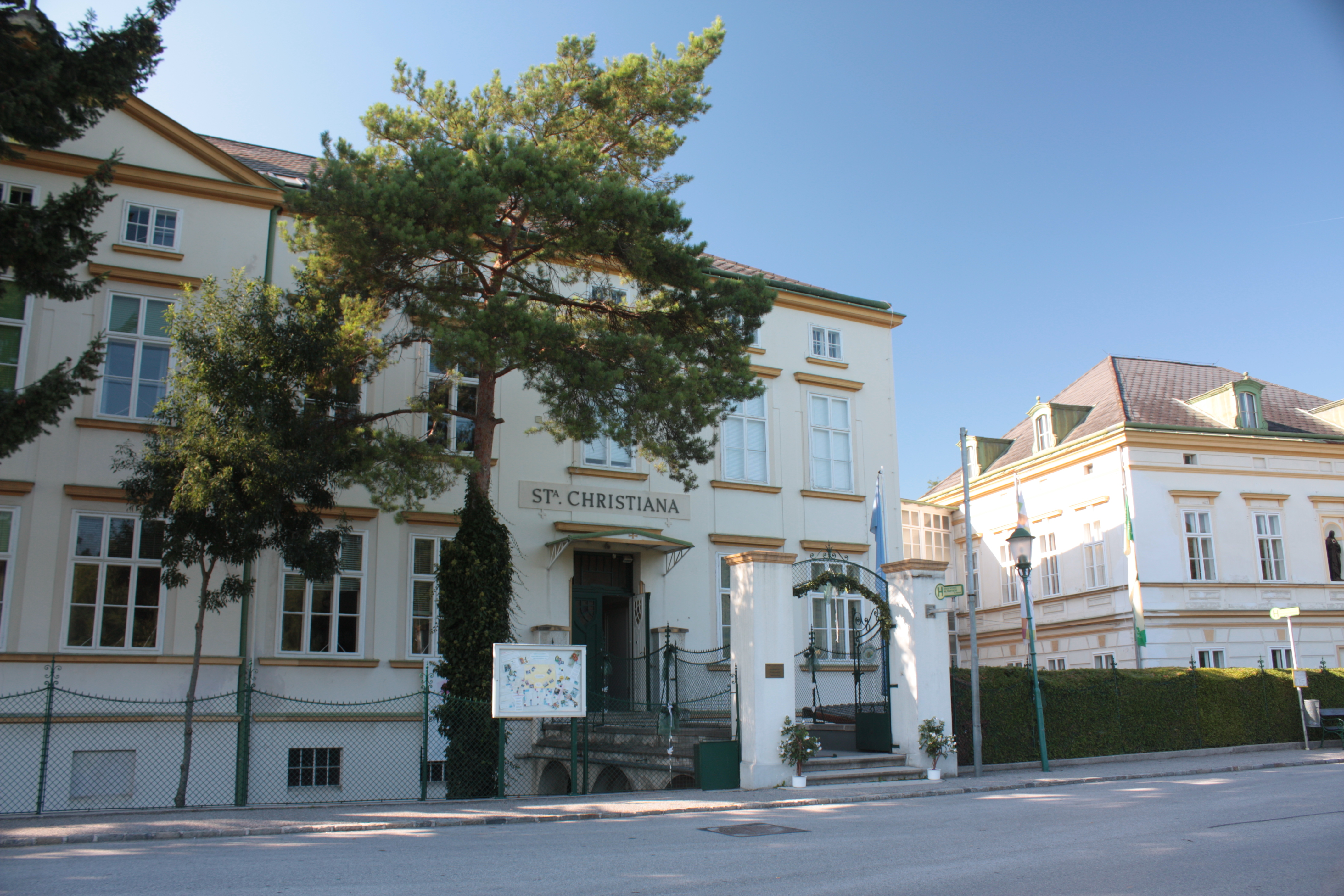
Schule Sta. Christiana Frohsdorf

- Schule Sta. Christiana Frohsdorf

### Verkehr
- Eisenbahn: Die Aspangbahn bietet stündliche Verbindungen nach Wiener Neustadt.[6]
- Straße: Die Süd Autobahn A2 verläuft westlich und die Mattersburger Schnellstraße knapp nördlich an der Gemeinde vorbei.

## Politik

### Gemeinderat
Der Gemeinderat hat 25 Mitglieder.

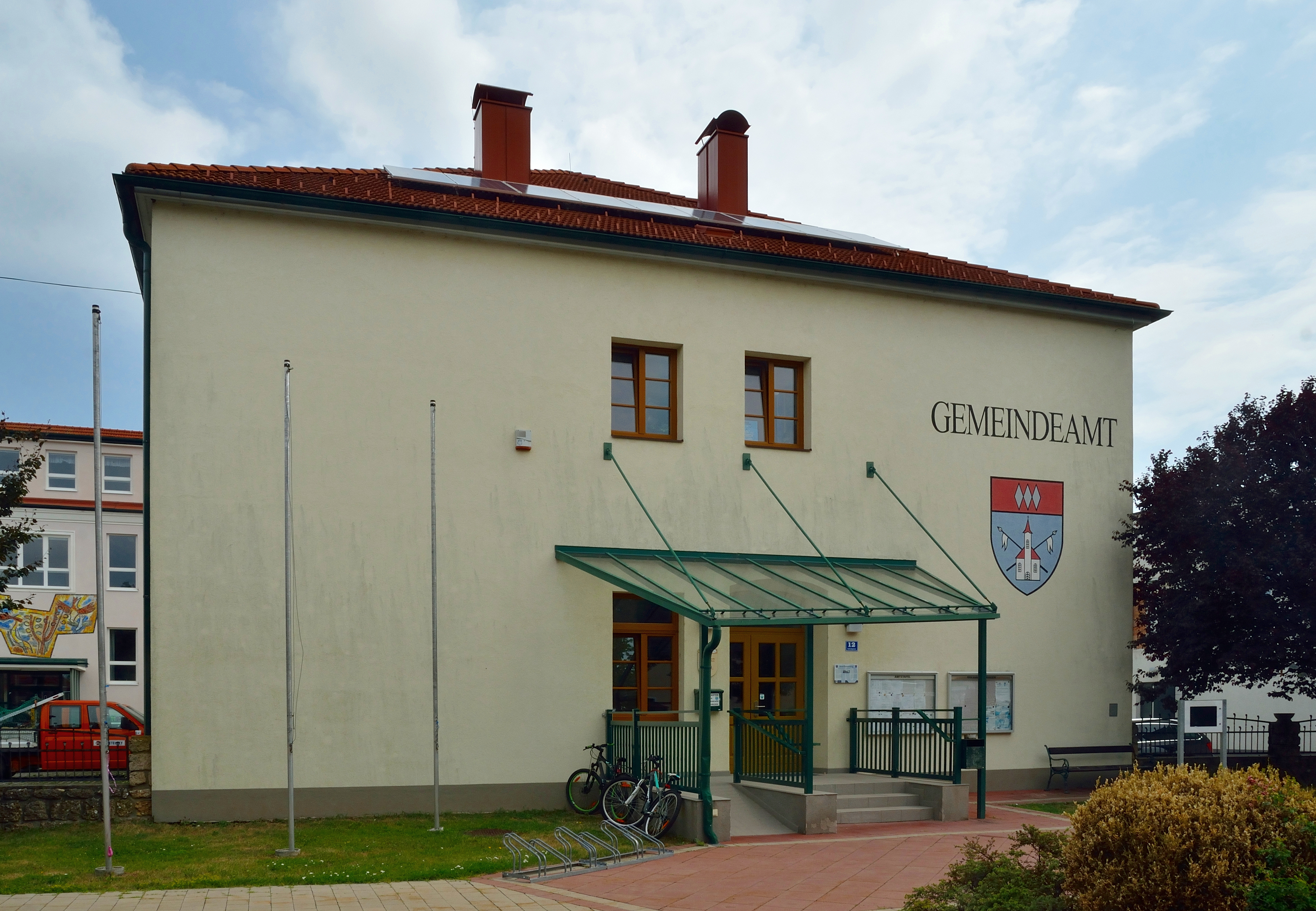
Gemeindeamt

- Mit den Gemeinderatswahlen in Niederösterreich 1990 hatte der Gemeinderat folgende Verteilung: 14 SPÖ, 8 ÖVP, und 1 FPÖ.
- Mit den Gemeinderatswahlen in Niederösterreich 1995 hatte der Gemeinderat folgende Verteilung: 12 SPÖ, 10 ÖVP, und 1 FPÖ.
- Mit den Gemeinderatswahlen in Niederösterreich 2000 hatte der Gemeinderat folgende Verteilung: 12 SPÖ, 10 ÖVP, und 1 FPÖ.
- Mit den Gemeinderatswahlen in Niederösterreich 2005 hatte der Gemeinderat folgende Verteilung: 12 SPÖ, und 11 ÖVP.
- Mit den Gemeinderatswahlen in Niederösterreich 2010 hatte der Gemeinderat folgende Verteilung: 11 ÖVP, 11 SPÖ, und 1 FPÖ.
- Mit den Gemeinderatswahlen in Niederösterreich 2015 hatte der Gemeinderat folgende Verteilung: 13 ÖVP, 8 SPÖ, und 2 FPÖ.
- Mit den Gemeinderatswahlen in Niederösterreich 2020 hatte der Gemeinderat folgende Verteilung: 15 ÖVP, 7 SPÖ und 1 FPÖ.[7]
- Mit den Gemeinderatswahlen in Niederösterreich 2025 hat der Gemeinderat folgende Verteilung: 16 ÖVP, 6 SPÖ und 3 FPÖ.[8]

### Bürgermeister
Bürgermeister seit 1945 waren:
- 1945–1965 Franz Rachberger
- 1965–1985 Josef Luger
- 1985–1998 Alois Karner
- 1998–2004 Franz Thurner[10]
- bis 2010 Rudolf Nitschmann (SPÖ)
- seit 2010 Bernhard Karnthaler (ÖVP)[11]

## Sonstiges
In Lanzenkirchen wurde am 28. August 1925 der Fall eines Meteoriten beobachtet, zwei Stücke dieses Steinmeteoriten befinden sich im Naturhistorischen Museum Wien.